# Джинон
Джинон (монг. жонон?, ᠵᠢᠨᠣᠩ?) — монгольский титул. Происходит от кит. цзиньван (晉王; пиньинь jìn wáng; букв. царь Цзинь); некоторые историки полагают, что титул происходит от термина "циньван" (кит. упр. 親王, пиньинь qīn wáng; букв. князь). Сам же титул в монгольском применении воспроизводился в Китае как "цзинун" (кит. упр. 濟農, пиньинь jǐ nóng) или "цзинан" (кит. упр. 吉囊, пиньинь jí náng).
Впервые титулом джинона в 1292 г. был пожалован Камала, внук Хубилай-хана, служивший при святилище Чингис-хана (монг. найман цагаан гэр; восемь белых юрт). Служившие при нём именовались "ордус" или "джинон", и выступали как высшие жрецы этого кочевого святилища, переместившегося в конечном итоге с Керулена в Ордос. Джиноном был отец Даян-хана, объединившего Монголию в XVI в., а его потомки носили этот титул вплоть до 1949 г. Во время правления в Монголии династии Цин джинон выступал также в качестве главы союза "Великого Дзу" (монг. Их Зуу Чуулган).